# 鳳泉駅 (平安南道)
鳳泉駅（ポンチョンえき、朝鮮語: 봉천역）は、朝鮮民主主義人民共和国平安南道价川市にある駅で、満浦線と鳳泉炭鉱線に属する。 

## 歴史
- 1933年10月15日：開業[1]。

## 隣の駅
満浦線
院里駅 - 鳳泉駅 - 自作駅
鳳泉炭鉱線
鳳泉駅 - 鳳泉炭鉱駅